# The Imperfects
The Imperfects, ou Les Imparfaits au Québec, est une série télévisée canado-américaine en dix épisodes d'environ 43 minutes créée par Dennis Heaton et Shelley Eriksen et mise en ligne au niveau mondial le 8 septembre 2022 sur Netflix.

## Synopsis
Trois jeunes adultes, Abbi (une scientifique), Juan (un dessinateur de BD) et Tilda (une chanteuse), qui ont suivi une thérapie génique quand ils étaient enfant, commencent à développer des pouvoirs surnaturels. Abbi devient un succube et envoûte les gens avec ses phéromones, Juan se transforme en chupacabra et Tilda développe les pouvoirs sonores d'une Banshee. Ils décident de traquer le scientifique responsable de leur transformation, le Dr Alex Sarkov, avec l'aide de son ancienne associée le Dr Sydney Burke.
La situation commence à générer des problèmes dans leur vie privée : Abbi retrouve une ancienne patiente de la thérapie, Hannah, Tilda a des problèmes avec son groupe de rock et son petit ami PJ, et Juan a peur que la bête en lui n'attaque sa copine Darcy ou la famille de son frère Alejandro, avec lequel il essaye de renouer.
Les jeunes gens commencent également à se faire traquer par Jim Sponson et Sonja Benning, les agents de la mystérieuse agence Flux, dirigée par le Dr Dominique Crain, mais également par les biohackers du Dr Nathaniel Lake et par l'étrange Isabel Finch qui semble en vouloir au Dr Sarkov.

## Distribution

### Acteurs principaux
- Italia Ricci (VF : Karine Foviau) : Dr Sydney Burke
- Morgan Taylor Campbell (VF : Youna Noiret) : Tilda Weber
- Rhianna Jagpal (VF : Flora Kaprielian) : Abbi Singh
- Iñaki Godoy (VF : Tom Trouffier) : Juan Ruiz
- Kyra Zagorsky (VF : Laura Blanc) : Isabel Finch
- Jedidiah Goodacre (VF : Andrea Santamaria) : P.J.
- Rhys Nicholson (en) (VF : Sébastien Desjours) : Dr Alex Sarkov
- Celina Martin (de) (VF : Geneviève Doang) : Hannah Moore

### Acteurs récurrents et invités
- Kai Bradbury (de) (VF : Anatole Yun) : Dr Nate Lang
- Junnicia Lagoutin	(VF : Laure Filiu) : Darcy Cobourg
- Ron Selmour (de) (VF : Florian Wormser) : Agent Jim Sponson
- Jennifer Cheon Garcia (de) (VF : Anne Tilloy) : Détective Sonja Benning
- Naika Toussaint (VF : Elise Vigné) : Mélanie
- John Cassini (en) (VF : Vincent Ropion) : Dr Brian Yake
- Wesley MacInnes (en) (VF : Hervé Grull) : Owen Schultz
- Diego Stredel (VF : Benjamin Pascal) : Alejandro Ruiz
- Danika Williston (VF : Estelle Darazi) : Paloma
- Mae Mae Renfrow (it) (VF : Julia Boutteville) : Zoe
- Rekha Sharma (VF : Delphine Braillon) : Dominique Crain
- Chris Cope (VF : Fabrice de La Villehervé) : Gareth
- Ali Karr (VF : Benjamin Gasquet) : Reginald Lindt
- Leslie Kwan (VF : Alan Aubert-Carlin) : Paul
- Max Lloyd-Jones (VF : Clément Moreau) : Doug
- Veronica Long (VF : Manon Rony) : Rose

## Production

### Développement
Le 16 avril 2021, Netflix a donné à la production une commande directe en série composée de dix épisodes.
La série est créée par Dennis Heaton et Shelley Eriksen, qui devraient être les producteurs exécutifs aux côtés de Chad Oakes et Michael Frislev.
Nomadic Pictures est la société impliquée dans la production de la série.
La série fonde les pouvoirs des personnages principaux sur ceux de créatures légendaires telles que la banshee, le succube et le chupacabra.
La série a été mise en ligne le 8 septembre 2022.
Le 8 novembre 2022, la série est arrêtée au bout d'une saison.

### Casting
Lors de l'annonce de la commande de la série, Italia Ricci, Morgan Taylor Campbell, Rhianna Jagpal, Iñaki Godoy, Rhys Nicholson , Celina Martin et Kyra Zagorsky ont été annoncés comme faisant partie de la distribution.

### Fiche technique
Sauf indication contraire, les informations mentionnées dans cette section peuvent être confirmées par la base de données cinématographiques IMDb,  présente dans la section « Liens externes ».
- Titre original et français : The Imperfects
- Titre québécois : Les Imparfaits
- Création : Dennis Heaton et Shelley Eriksen
- Réalisation : Justine Greene
- Scénario : Kim Garland, Gorrman Lee, Shelley Eriksen, Dennis Heaton. et Kim Garland
- Casting : Sara Isaacson
- Direction artistique : Mark Chow, Jovanka Vuckovic, Director X., Mathias Herndl, Nimisha Mukerji
- Costumes : Rafaella Rabinovich
- Photographie : Mark Chow et William Minsky
- Son : Katrina Castillou, Kelly Cole, James Fonnyadt
- Montage : Jamie Alain
- Musique : Patric Caird
- Production : Propagate Content
  - Production déléguée : Chad Oakes, Michael Frislev, Dennis Heaton et Shelley Eriksen
- Société(s) de production : Coproducción Canadá-Estados Unidos, Nomadic Pictures, Netflix
- Sociétés de distribution (télévision) : Netflix
- Pays d'origine :  États-Unis,  Canada
- Langue originale : anglais
- Format :
  - Format image : 720p (HDTV), couleur - 1,78:1 - son Dolby Digital
  - Format audio : 5.1 surround sound
- Genre : thriller, drame, suspense
- Durée : 39 – 45 minutes
- Date de première diffusion :
  - Monde: 8 septembre 2022 sur Netflix
- Classification : déconseillé aux moins de 16 ans

Adaptation
Version française
- Société de doublage : VSI Paris - Chinkel S.A.
- Direction artistique : Isabelle Leprince
- Adaptation des dialogues : Sébastien Charron
- Mixage audio : Rodolphe Demay
- Enregistrement sonore : Amaury Toustou
- Gestion de projet : Rodolphe Demay

 Source et légende : version française (VF) sur RS Doublage

## Épisodes
1. Les Enfants de Sarkov (Sarkov's Children)
2. Il y a du zombie dans l'air (Doug of the Dead)
3. Massacre à Portland (Portland Warehouse Massacre)
4. Il est des nôtres (One of Us)
5. Détruire, toujours disent-ils (Zoe Must Be Destroyed)
6. Le Monstre en soi (Lest Ye Become a Monster)
7. Remède miracle (Cure All)
8. Entre l'enclume et le marteau (The Devil You Know)
9. Tous monstres dehors (All Monsters Attack)
10. Des monstres et des hommes (Destroy All Monsters)